# Герб Закавказької СФРР
Герб Закавказької СФСР — герб однієї з республік-засновників СРСР до її скасування в 1936 році.

## Опис
Закавказький ЦВК у 1923 році постановив, що герб ЗСФРР являє собою зображення на тлі чорного гірського хребта, в променях висхідного з-за гір сонця золотих серпа і молота, поміщених хрест-навхрест рукоятками донизу, і п'ятикутної червоної зірки над ними. У нижній частині герба, біля підніжжя гірського хребта з видатними трьома вершинами, зображені: праворуч — нафтові вишки, зліва фабрика з димлячими трубами, в центрі — виноградна лоза, бавовна, рис, кукурудза та пшеничні колосся. Все зображення оточувала червона стрічка, на якій вірменською, російською, грузинською та тюркською мовами було написано «З. С. Ф. С. Р.». Внизу герба, між кінцями стрічки, розташовувався напис російською мовою «Пролетарі всіх країн, єднайтеся!».
Герб заснований на державному гербі Радянського Союзу. Він включає зразки кожної з трьох основних груп, що об'єдналися в Закавказькій СФРР: вірмен, азербайджанців і грузин, і незвичайним чином поєднує в собі ісламське мистецтво та комуністичні елементи. Облямівка самої зірки символізує колишній герб Грузії з 1918 по 1921 рік (знову прийнятий в 1991—2004 роках); півмісяць представляє азербайджанців-мусульман на тлі національного символу вірмен — гори Арарат. Сонце, що сходить, символізує майбутнє, зірка та серп і молот — «перемогу комунізму» та «всесвітню соціалістичну співдружність держав».
Напис азербайджанською мовою видозмінився після переходу від арабської до латинської абетки.

## Емблема в 1922 році
На реверсі банкнот Закавказької Федерації, випущених в 1922 році в Тифлісі, замість переплетеної семикутної зірки із зображенням Св. Георгія Змієборця (герб Грузинської Демократичної Республіки) стала зображуватися переплетена п'ятикутна зірка із зображенням в її центрі серпа і молота під п'ятикутною променистою зіркою, поміщених між спрямованими вгору ріжками півмісяця на тлі гір.

## Галерея

Емблема на банкнотах ЗСФРР 1922—1923 років
Емблема на банкнотах ЗСФРР 1924 року
Герб 1923-1930 років на банкнотах ЗСФРР 1924 року з тюркським написом арабськими літерами
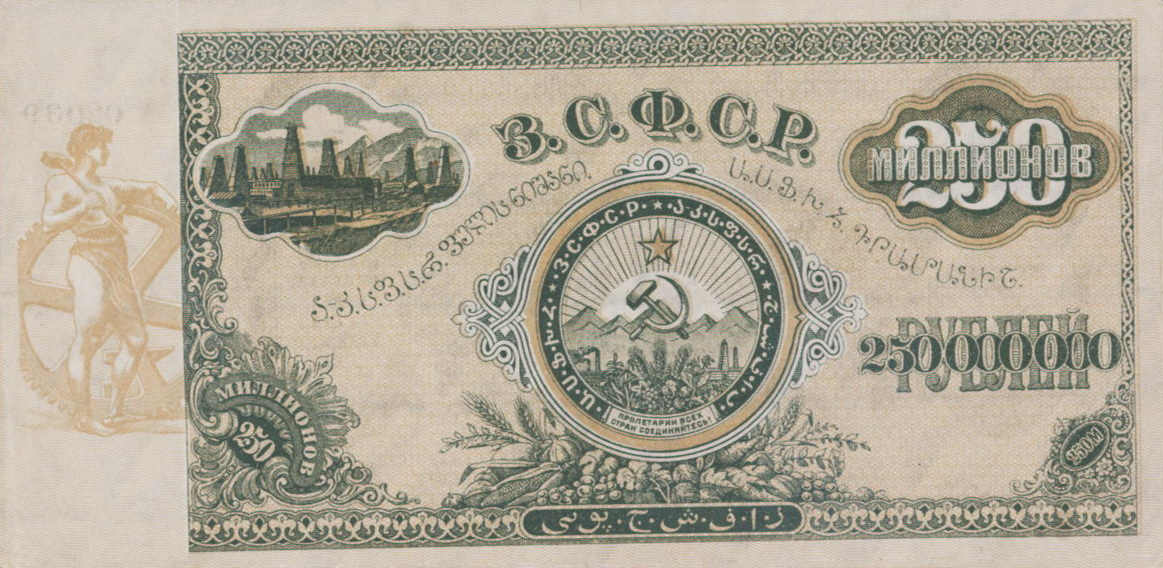
Банкнота 1924 року із гербом ЗСФРР